# Fabryka Firanek i Koronek „Haft”
Fabryka Firanek i Koronek „Haft” – przedsiębiorstwo przemysłu włókienniczego, spółka akcyjna z siedzibą w Kaliszu. Największy w Polsce producent firanek i jedyny na skalę przemysłową producent wyrobów haftowanych w Polsce. Wchodzi w skład grupy kapitałowej Wistil notowanej na Giełdzie Papierów Wartościowych w Warszawie.

## Historia
Jej początek wiąże się z fabrykami Majznera oraz Praszkera i Okanowskiego uruchomionymi w latach 1878-1879. W 1905 r. produkcję koronek rozpoczęła w Kaliszu rodzina Flakowiczów. W 1907 przybył z Londynu Itzhak Zwi Flakowicz, który wybudował nowoczesną fabrykę koronek, pierwszą w Kaliszu napędzaną energią elektryczną. W 1910 Samuel Flakowicz zbudował nowoczesną fabrykę tiulu. Podobne istniały tylko w Warszawie i w Moskwie. W ten sposób powstało imperium Flakowiczów wytwarzające hafty, tiule i firanki. Duży popyt wewnętrzny, a także bardzo chłonny rynek rosyjski spowodowały, że w latach 1895-1918 w Kaliszu powstawało ok. 95% krajowej produkcji “zwiewnych” materiałów. Czas prosperity przerwały dramatyczne dla miasta i jego mieszkańców wydarzenia I wojny światowej. Fabryka rodziny Flakowiczów odżyła w latach 20. XX wieku. W 1924 roku produkcja szła u nich na trzy zmiany. W latach 1927–28 w fabryce Flakowiczów dokupiono maszyny do produkcji firanek i żakardów i powstała "Pierwsza Kaliska Fabryka Tiulu, Firanek i Koronek S. Flakowicz", a od roku 1936 A. Flakowicz i S-ka. Rodzina Flakowiczów mieszkała obok fabryki przy ul. Fabrycznej. Po wyzwoleniu powstały w Kaliszu dwa odrębne zakłady przejęte ostatecznie pod zarząd państwowy: spółka Flakowiczów oraz '"Zjednoczona Fabryka Koronek Klockowych". Ostatecznie, po kilku reorganizacjach i zmianach nazw, od 1947 roku obie firmy utworzyły jeden "organizm". Od 1950 roku fabryka zaczęła się posługiwać nazwą „Kaliskie Fabryki Tiulu, Firanek i Koronek”. Lata 60. i 70. upłynęły pod znakiem inwestycji. Zakład w 1973 roku ponownie został przemianowany – tym razem na Fabrykę Wyrobów Ażurowych HAFT. W dniu 31 grudnia 1991 roku Fabryka Wyrobów Ażurowych HAFT została jednoosobową spółką akcyjną Skarbu Państwa. Zmieniono też nazwę na Fabryka Firanek i Koronek HAFT SA. Pod koniec 1999 roku firma została sprywatyzowana i wchodzi w skład Grupy Kapitałowej Wistil kontrolowanej przez jednego ze 100 najbogatszych Polaków według tygodnika „Wprost” Mariana Kwietnia. Firma posiada między 55 a 60 procent udziału w produkcji na rynku polskim i jakieś kilkanaście procent w Europie. Produkcja w około 25 procentach przeznaczona jest eksport. Obecnie Haft eksportuje głównie do Wielkiej Brytanii, Francji, Rosji, Słowacji i Czech. Po 2006 roku firmie zaszkodziło wejście na rynek konkurencji z Chin i Turcji, z którą Haft nie mógł rywalizować cenowo. Firma obecnie (2014 r.) może się pochwalić około 40 milionami przychodów. Tak jest od 2008 roku, kiedy zanotowano na początku kryzysu, zdecydowany skokowy spadek. Jeszcze w 2006 sprzedaż była na poziomie ok. 60 milionów złotych. W 2006 roku w firmie zatrudniano około 450 pracowników a w 2014 r. ok. 330 osób.